# Psychotria heteroneura
Psychotria heteroneura är en måreväxtart som beskrevs av Julian Alfred Steyermark. Psychotria heteroneura ingår i släktet Psychotria och familjen måreväxter. Inga underarter finns listade i Catalogue of Life.